# Etióp gőtehal
Az etióp gőtehal vagy nílusi gőtehal (Protopterus aethiopicus) az afrikai gőtehalfélék (Protopteridae) családjába tartozó tüdőshal. Az Afrikában élő faj az eddig vizsgált állatok közül a legnagyobb, mintegy 130 milliárd bázispárból álló genommal rendelkezik, az ismert szervezetek közül egyedül egy Japánban őshonos növény, a Paris japonica előzi meg. Az állat DNS-e sejtenként 132,83 pikogrammot nyom.

## Jellemzése
Az etióp gőtehal sima, megnyúlt, hengeres testét mélyen beágyazott pikkelyek borítják. A farok nagyon hosszú, a vége elvékonyodik, csúcsosan végződik. Akár a 2 méteres hosszúságot is elérhetik. A mell- és hasúszók hosszúak és vékonyak, szinte spagettiszerűek.
A frissen kikelt ivadékoknak a gőtékére emlékeztető külső kopoltyúik vannak. 2-3 hónap után a fiatal halak átalakulnak a kifejlett alakba, elveszítik külső kopoltyúikat.
Sárgásszürke vagy kissé rózsaszínes alapszínük van sötét palaszürke foltokkal, ami márványos vagy leopárdfoltos hatást kelt a testen és az úszókon. A mintázat sötétebb a hal felső részén, lejjebb pedig világosabb.

## Elterjedése
A Protopterus aethiopicus a következő afrikai országokban található meg: Tanzánia, Kongói Demokratikus Köztársaság, Kenya, Uganda és Szudán. A Nílus folyóban, valamint édes vízű tavakban is él, mint az Albert-tó, Edward-tó, Tanganyika-tó, Viktória-tó, Nabugabo, No-tó és a Kyoga-tó.

## Fordítás
- Ez a szócikk részben vagy egészben az Marbled lungfish című angol Wikipédia-szócikk ezen változatának fordításán alapul.  Az eredeti cikk szerkesztőit annak laptörténete sorolja fel. Ez a jelzés csupán a megfogalmazás eredetét és a szerzői jogokat jelzi, nem szolgál a cikkben szereplő információk forrásmegjelöléseként.